# Sprungrückenbuch
Ein Sprungrückenbuch ist ein Geschäftsbuch, dessen Rücken aus mehreren Lagen zusammengeklebter schwacher Pappe besteht. Diese Form wird an dickeren Büchern dann angewendet, wenn sich die Blätter des Buches flach auflegen sollen.
Ursprünglich war der Sprungrücken eine nur von der ersten bis zur letzten Bogenlage reichende Rückenverstärkung, die zuerst in England entwickelt wurde. Erst nach 1850 entstand die heutige Form.

## Geschichte
Das sogenannte Sprungrückenbuch ist etwa seit der Mitte des neunzehnten Jahrhunderts bekannt. Es fand Verwendung in Praxen, Kanzleien und Behörden – überall dort, wo Geschäftsdaten laufend handschriftlich festgehalten wurden. Den Namen erhielt es durch den besonderen Sprungmechanismus des Buchblockrückens, welcher dafür sorgt, dass das Buch nach dem Öffnen gänzlich plan liegt. Dadurch lässt es sich bis in den Bund hinein bequem beschreiben.

## Anfertigung
Die Fertigung dieses Mechanismus erfolgt durch den Buchbinder ausschließlich mittels Pappe und Karton. Zunächst jedoch bedarf es eines handgehefteten Buchblocks mit einer starken und gut hinterklebten Rundung. Passend dazu werden massive Deckel geschnitten, die der Dicke des Blocks angepasst werden.
Ebenso stark soll der Sprungrücken in mehreren Lagen hergestellt werden. Der Rücken bleibt zwar frei vom Blockrücken, ist im Gegensatz zu gewöhnlichen Büchern jedoch starr. Der Übergang vom Sprungrücken zu den Deckeln ist der Falz, der gewöhnlich unter dem Einbandmaterial allenfalls ein Kraftpapier zur Verstärkung hat. Beim Sprungrückenband jedoch liegt ein Karton, die sogenannte Feder im Falz und greift nach hinten, bis knapp unter den Sprungrücken.
Beim Öffnen drückt diese Feder auf die ersten Lagen des Buchblocks. Der stabile Sprungrücken wirkt dieser Kraft entgegen. Dadurch werden die Lagen maximal nach oben gepresst und das Blockpapier fällt ohne Wölbung zur Seite. Mit dem Weiterblättern legt sich Lage für Lage über die Feder und bleibt in Planlage.

### Öffnung
Ein Sprungrückenband soll niemals aus der Mitte heraus geöffnet werden. So lässt sich zwar der Sprungeffekt am eindrucksvollsten demonstrieren, aber die dadurch entstehende äußerste Belastung des Buchblockrückens führt dazu, dass dieser aus der Form gerät und die Feder früher oder später zerstört. Wird der Band von vorne oder von hinten geöffnet und Lage für Lage umgeblättert, ist der Mechanismus ebenso dauerhaft wie die Qualität seiner Werkstoffe.

## Ausstattung
Wegen seiner massiven Deckel und dem Einsatz als Geschäftsbuch wird zumeist ein schlichtes Bezugsmaterial wie Rohleinen verwendet. In Halbleder mit Ecken gebunden und mit einem Marmorschnitt versehen, kann aber auch dem klobigen Sprungrückenband zu einem edlen Äußeren verholfen werden.